# Frontera entre l'Uzbekistan i el Tadjikistan
La frontera entre Uzbekistan i Tadjikistan és la frontera de 1.312 kilòmetres en sentit est-oest que separa l'oest de l'Uzbekistan (províncies de Surjandarin, Kaixkadar, Jizzakh, Samarcanda i Sirdaryo, Fergana, Taixkent i Namangan) de l'est de Tadjikistan (província de Sughd, districte de Subordinació Republicana i Khatlon). Fou establerta com a frontera internacional amb la dissolució de la Unió Soviètica en 1991.

## Traçat
La frontera comença a l'est, al trifini entre Uzbekistan, Tadjikistan i Kirguizstan, tres antigues repúbliques de la Unió Soviètica. Segueix tres tres trams curts a l'est, després al nord, a l'oest i al nord. Des del seu extrem septentrional continua sinuós cap a l'est i després cap al sud, passant per Istarawshan (Tadj), Denov i Termez (Uzbk.), fins a arribar a un altr trifini entre els dos països amb Afganistan (gairebé al paral·lel 37° nord).
Ambdues nacions, juntament amb Kirguizstan i Turkmenistan, eren, des del segle xix, part de l'Imperi Rus. Van lluitar per no romandre integrats a la Unió Soviètica des de 1917. Finalment, es van integrar el 1925 (República Socialista Soviètica de l'Uzbekistan) i el 1929 (República Socialista Soviètica del Tadjikistan), i es van definir així les fronteres que es van convertir en fronteres internacionals el 1991, amb la dissolució de la Unió Soviètica.
Per tal d'evitar infiltracions de narcotraficants i terroristes del Moviment Islàmic de l'Uzbekistan, el govern usbec ha instal·lat camps de mines a la zona fronterera entre ambdós estats. El 2004 Tadjikistan i l'Uzbekistan havien resolt gairebé el 86% de la seva disputa fronterera de 1.312 km després del col·lapse de la Unió Soviètica el 1991.